# تشاوان
تشاوان هي قرية في مقاطعة تبريز، إيران. عدد سكان هذه القرية هو 1,729 في سنة 2006.